# Physalaemus albifrons
Physalaemus albifrons é uma espécie de anfíbio da família Leptodactylidae.
É endémica do Brasil.
Os seus habitats naturais são: florestas subtropicais ou tropicais húmidas de baixa altitude, savanas áridas, savanas húmidas, matagal árido tropical ou subtropical, matagal húmido tropical ou subtropical e marismas intermitentes de água doce.
Está ameaçada por perda de habitat.